# Василије Јанковић
Василије Јанковић (Ваљево, 29. јануар 1845 — Уб, 17. јануар 1904) био је свештеник, учитељ, публициста и хуманитарац. 

## Биографија и делатност
Рођен је у Ваљеву од родитеља Јеремије и Алексије. Основну школу завршио је у свом родном месту, а Гимназију у Шапцу као питомац тадашњег Епископа шабачког, а касније Митрополита Михаила. Богословију је завршио у Београду. Митрополит Михаило је желео да га пошаље у Русију на даље школовање, међутим због тешког материјалног стања у коме се налазила породица Јовановић, Василије одмах по завршетку богословије почиње да ради као учитељ, како би себи и родитељима омогућио средства за живот. У јулу 1864. године постављен је за учитеља у селу Петници поред Ваљева. Одмах на почетку свог учитељског рада увидео је да је слабост учитеља - слабост подмлатка, те се доста трудио да своје знање прошири и усаврши, тако знамо да је учио руски и немачки језик. За време боравка у Петници сакупљао је и записивао народне песме, приче, пословице, загонетке и народне обичаје и објављивао их (1865-1866) у чувеној Вили, часопису Стојана Новаковића. Осим у овом часопису објављивао је своје радове и у другим: Школа, Невен, Зора, Православље, Сион, Хришћански весник и Веснику Српске Цркве.
Године 1866. је премештен из Петнице у Ваљево, где га је две године касније Митрополит Михаило рукоположио за ђакона ваљевске цркве. У Ваљеву су га грађани изабрали за управника и председника читаонице у ком ће звању бити пуних једанаест година. Прота Јанковић се трудио да код својих суграђана подстакне љубав према просвети и образовању, те су на његову иницијативу у Ваљеву подигнуте и нове школе. За свој рад и труд добио је многе писмене захвалнице од стране министра посвете 1870. и 1873. године, као и захвалнице ваљевске општине 1872. године. Постављен је за ванредног члана Главног Просветног Савета 1881. године.
За време ратова за ослобођење 1876-1878 био је секретар Црвеног крста у Ваљеву, а нешто касније и председник ове установе у Убу. У Српско-бугарском рату истакао се у помагању рањенима и болеснима, па га је Црвени крст два пута одликовао својим орденом.
За свештеника је произведен 4. јануара 1883. године у Шапцу и одмах је постављен за пароха и намесника убског. Врло брзо је стекао поверење и љубав становника Уба, па га је срез 1883. и касније 1886. кандидовао за посланика у народној скупштини, али је он одбио кандидатуру оба пута.
У овој парохији је крстио у православље неколико муслиманских Рома.
Године 1891. посвећен је у чин почасног протојереја.
Проти Јанковићу су више пута нуђени разни положаји у свештеничкој струци, али је он углавном све одбијао. Међутим, био је више пута председник разних школских и црквених комисија за грађење истих, био је министров изасланик на годишњем испиту ваљевских основних школа, изасланик архијерејске власти у више прилика и председник комисија за утврђивање кривица свештенства. Био је и председник одбора за прикупљање добровољних прилога, повереник друштва за сиротињску децу и других хуманитарних установа.
Био је одликован Сребрном медаљом за службу у ратовима са Турском, Споменицом и Црвеним крстом у рату са Бугарском. Као протојереј напрсним протојерејским крстом и Краљевским орденом Св. Саве V реда.

## Књижевни радови[2]
Превео је и издао више књижевних радова, од којих и доста књига и приповедака за децу:
- Богат и Сиромах
- Коме Бог помаже нико му ништа не може
- Љубимо ближње своје
- Дете на Алпима
- Дечко на острву Хелголанду
- Како је на месецу
- Последња варош на Северу
- Тице селице и тице станарице

као и књиге за одрасле:
- Племство и поданици од Мавра Јокаја
- Успомене на пољске револуције од Ј. Гајгера
- Англиканска црква и њена вероисповед
- Како је постала мухамеданска вера

Од самосталних радова издао је:
- Црква и религија
- Небо
- Народна сујеверица
- На млађима свет остаје
- Дужности матера
- Предавање хришћанске науке у нашим нижим школама